# Bassus erythrogaster
Bassus erythrogaster är en stekelart som beskrevs av Henry Lorenz Viereck 1913. Bassus erythrogaster ingår i släktet Bassus och familjen bracksteklar. Inga underarter finns listade.